# Matthias Simmen
Matthias Simmen (* 3. Februar 1972 in Altdorf) ist ein ehemaliger  Schweizer Biathlet.
Matthias Simmen begann 2001 mit Biathlon und gehörte seitdem dem Schweizer Nationalteam an. Der Grenzwächter wurde von Manfred Geyer trainiert und startete für Gardes-Frontière (dt. Grenzwacht-Korps).
Simmen nahm an sieben Biathlon-Weltmeisterschaften und drei Olympischen Winterspielen teil. Seine besten Resultate erreichte er mit Platz 10 im Sprintwettkampf über 10 km bei den Biathlon-Weltmeisterschaften 2007 sowie Platz 16 im Einzelrennen bei den Biathlon-Weltmeisterschaften 2005. Im Weltcup war seine beste Platzierung der dritte Platz im 10-km-Sprint am 8. Dezember 2006 im österreichischen Hochfilzen; damit ist Simmen der erste Schweizer Biathlet, der einen Platz auf dem Siegerpodest erreichen konnte.
2008 nahm Simmen erstmals an einer Sommer-Biathlon-WM teil. Im Rollski-Verfolgungsrennen gewann er die Bronzemedaille.
2010 nahm er an den Olympischen Winterspielen teil. Sein bestes Resultat war der 26. Platz im Sprint. Mit der Staffel belegte er Rang 9.
Am 16. März 2011 gab Simmen seinen Rücktritt vom aktiven Spitzensport auf Ende Saison bekannt.
Zeitweilig kommentiert er als Experte an der Seite von Sigi Heinrich bei Eurosport die Biathlon-Wettbewerbe. Bei SRF ist er seit Februar 2012 als Co-Kommentator angestellt.

## Biathlon-Weltcup-Platzierungen
Die Tabelle zeigt alle Platzierungen (je nach Austragungsjahr einschliesslich Olympische Spiele und Weltmeisterschaften).
- 1.–3. Platz: Anzahl der Podiumsplatzierungen
- Top 10: Anzahl der Platzierungen unter den ersten zehn (einschliesslich Podium)
- Punkteränge: Anzahl der Platzierungen innerhalb der Punkteränge (einschliesslich Podium und Top 10)
- Starts: Anzahl gelaufener Rennen in der jeweiligen Disziplin

| Platzierung | Einzel | Sprint | Verfolgung | Massenstart | Staffel | Gesamt |
| ----------- | ------ | ------ | ---------- | ----------- | ------- | ------ |
| 1. Platz    |        |        |            |             |         |        |
| 2. Platz    |        |        |            |             |         |        |
| 3. Platz    |        | 1      |            |             |         | 1      |
| Top 10      |        | 2      | 1          |             | 15      | 18     |
| Punkteränge | 10     | 29     | 19         | 8           | 43      | 109    |
| Starts      | 35     | 91     | 49         | 8           | 46      | 229    |